# Борг проти Макінроя
«Борг проти Макінроя» (англ. Borg McEnroe або Borg vs McEnroe, швед. Borg) — багатомовна шведська біографічна спортивна драма, створена за реальними подіями. Режисер Янус Мец Педерсен зайнявся постановкою фільму, а сценарій належить Ронні Сандалю. Зйомки проходили у Гетеборгу, Лондоні, Празі та Монако. Сцени з юним Боргом, який лише вчиться грати у теніс, знімали у Седертельє — його рідному місті. Актора, що виконав роль Борга обрали через неймовірну зовнішню схожість зі спортсменом. А от Шая ЛаБаф, що зіграв Макінроя, сам вийшов на творців фільму з проханням зіграти в ньому. Актор зізнався, що характер Макінроя йому близький та цікавий.

## Сюжет
Фінал Вімблдону 1980 року. Незворушний швед Бйорн Борг (Сверрір Гуднасон) і скандально відомий, запальний американець Джон Макінрой (Шая ЛаБаф) зустрілися на тенісному майданчику, щоб один з них став чемпіоном. Важко собі уявити більш різних за темпераментом і манері гри спортсменів — джентльмен і бунтар, потужний молот проти гострого стилета. Борг — втілення скандинавської стриманості і самовладання, перша ракетка світу, він має намір п'ятий раз завоювати на Вімблдоні чемпіонський титул. Скандаліст і лихослов Макінрой без кінця годує таблоїди своїми екстравагантними витівками, проте вважається новою зіркою тенісу і горить бажанням здобути свою першу Вімблдонську перемогу. Але чи так вони відрізняються насправді? У будь-якому разі мета у них точно одна — тільки перемога.

## Акторський склад
| Актор            | Роль               |
| ---------------- | ------------------ |
| Шая ЛаБаф        | Джон Макінрой      |
| Сверрір Гуднасон | Бйорн Борг         |
| Стелан Скарсгард | Ленарт Бергелін    |
| Тува Новотни     | Маріана Сіміонеску |
| Бйорн Гранат     | Бенгт Грів         |
| Давід Бамбер     | Джордж Бернс       |
| Роберт Еммс      | Вітас Герулаітіс   |
| Джейн Перрі      | Кей Макінрой       |
| Скот Артур       | Пітер Флемінг      |

## Нагороди та номінації
| Список нагород та номінацій фільму | Список нагород та номінацій фільму | Список нагород та номінацій фільму | Список нагород та номінацій фільму | Список нагород та номінацій фільму | Список нагород та номінацій фільму |
| Кінофестиваль/Кінопремія           | Рік                                | Категорія                          | Номінант(и)                        | Результат                          | Дж                                 |
| ---------------------------------- | ---------------------------------- | ---------------------------------- | ---------------------------------- | ---------------------------------- | ---------------------------------- |
| Європейський кіноприз              | 15.12.2018                         | Найкращий актор                    | Сверрір Гуднасон                   | Номінація                          | [ 6 ]                              |
| Європейський кіноприз              | 15.12.2018                         | Приз глядацьких симпатій           | Борг проти Макінроя                | Номінація                          | [ 6 ]                              |

## Цікаві факти
- Спеціально для ролі Шая ЛаБаф вирішив відростити довге волосся, щоб не носити перуку під час зйомок.
- Всього Борг і Макінрой зустрічалися на 14 матчах в період між 1978 і 1981 роками.
- Стеллан Скарсгард і Шая ЛаБаф до цього обоє знімалися в двох частинах «Німфоманки» Ларса фон Трієра, хоча жодного разу не зіграли в одній і тій же сцені.
- Прем'єрний показ стрічки «Борг проти Макінроя» пройшов на міжнародному кінофестивалі в Торонто в 2017 році.
- Сверрір Гуднасон тренувався по 15 годин в тиждень впродовж півроку, частина з яких йшла на теніс, а частину — на загальну фізичну підготовку.
- Перед зйомками Гуднасон зізнався, що не зустрічався з Боргом, проте планує зробити це, коли фільм буде закінчений.
- Лео Борг, реальний син Бйорна Борга, зіграв в картині свого батька у віці 9-13 років, а 14-17-річного Борга зіграв Маркус Моссберг.
- Коли Шая ЛаБаф дізнався про проект і прочитав сценарій ініціатива йшла від нього, оскільки, за словами актора, він сам асоціює себе з цим тенісистом, якого багато хто не розуміє. ЛаБаф зізнався, що не зміг стримати сліз, коли вперше читав сценарій.[7]